# Mi Yang
Mi Yang (chiń. 米扬; ur. 24 stycznia 1989 r. w Chinach) – chińska siatkarka grająca na pozycji rozgrywającej. 
Obecnie występuje w drużynie Tianjin.